# Дом, милый дом (телесериал)
Дом, милый дом: мой отец, его друг, его бывший и я (нем. Trautes Heim: Mein Vater, sein Freund, sein(e) Ex und ich) — немецкий ситком, показанный на канале RTL в 2002—2004 годах.
Сериал имел довольно высокие рейтинги. Например, премьерную серию сериала посмотрело более 3,41 миллионов зрителей, что составляет 20,8 % аудитории телеканала и является очень высоким показателем.

## Сюжет
Сериал повествует о трёх мужчинах, проживающих в четырёхкомнатной «коммуналке» (нем. Wohnungsgemeinschaft), среди них: Пауль — гомосексуальный владелец винного магазина; Бэн — гетеросексуальный друг Пауля и Ульф — бывший партнёр Пауля. В один прекрасный день на пороге появляется 18-летняя девушка по имени Грета, которая представляется дочерью Пауля. Девушка решила бросить провинциальную жизнь, которую она вела со своей матерью и попытать удачу в большом городе. Паулю приходится рассказать друзьям об его «ошибке молодости», о которой он уже и сам забыл и поселить девушку в пустующей четвёртой комнате «коммуналки».

## В главных ролях
- Мишель Оливьери — Пауль Кречмер
- Николаус Мюллер-Вайрих — Бэн Лейксенберг
- Мориц Линдберг — Ульф «Улла» Лангель
- Штефани Мюлан — Грета Кречмер

## Список эпизодов
Первый сезон сериала выходил по пятницам в июне 2002 года. Серии второго сезона выходили в эфир только в марте-апреле 2004 года по средам.
| Эпизод    | Оригинальное название | Перевод названия      | Дата премьеры |
| --------- | --------------------- | --------------------- | ------------- |
| 1.01 (01) | Jugendsünden          | Грехи молодости       | 14.06.2002    |
| 1.02 (02) | Probeweise            | Испытание             | 21.06.2002    |
| 1.03 (03) | Der Besuch            | Гость                 | 28.06.2002    |
| 1.04 (04) | Die große Hitze       | Большая жара          | 05.07.2002    |
| 1.05 (05) | Männersorgen          | Мужские заботы        | 12.07.2002    |
| 2.01 (06) | Verfluchtes Erbe      | Проклятое наследство  | 10.03.2004    |
| 2.02 (07) | Hart bleiben          | Остаться жёстким      | 17.03.2004    |
| 2.03 (08) | Die Zecke             | Тик                   | 24.03.2004    |
| 2.04 (09) | Andere Umstände       | Другие обстоятельства | 30.03.2004    |
| 2.05 (10) | Daddy Cool            | Клёвый папаша         | 07.04.2004    |
| 2.06 (11) | Der neue Freund       | Новый друг            | 21.04.2004    |
| 2.07 (12) | Warme Stimmen         | Тёплые голоса         | 28.04.2004    |
| 2.08 (13) | Das Angebot           | Предложение           | 05.05.2004    |